# Элиас, Тони
Антонио «Тони» Элиас Хустисия (исп. Antoni Elías Justicia; род. 26 марта 1983, Манреза, Каталония, Испания) — испанский мотогонщик, участник чемпионата мира, первый чемпион мира по шоссейно-кольцевым мотогонкам серии MotoGP в классе Moto2 (2010). 

## Биография
Родившийся в Манресе, Каталония, Испания Элиас начал участвовать в гонках на чемпионате мира 125cc в 2000 году в возрасте 17 лет, финишировав 3-м в 2001 году и одержав свою первую победу в голландском TT на престижном автодроме Ассен. Он перешел в 250cc в 2002 году, заняв 4-е место в том же году, 3-е-годом позже и 4-е-в 2004 году.
В 2005 году он поступил в MotoGP для Fortuna Yamaha. В 2006 и 2007 годах его поддержка Fortuna позволила ему прокатиться на Gresini Honda вместе с занявшим второе место в 2005 году Марко Меландри. В 2006 году он поднялся только на один пьедестал почета, хотя и одержал свою первую и пока единственную победу в высшей категории. После подиума в первой половине 2007 года он разбился в Ассене, сломав ногу, пропустив свой сезон.